# Agnieszka Wyszyńska
Agnieszka Wyszyńska z domu Duplicka (ur. 15 lipca 1955 w Trumiejkach) – polska lekkoatletka specjalizująca się w chodzie sportowym, wielokrotna mistrzyni Polski.

## Życiorys
Początkowo startowała w biegach średnio- i długodystansowych Zajęła 7. miejsce w biegu na 3000 metrów na mistrzostwach Polski w 1974 oraz 8. miejsce w biegu na 1500 metrów i 6. miejsce w biegu na 3000 metrów w 1975.
Od początku lat 80. zaczęła startować z powodzeniem w chodzie sportowym. Zwyciężyła w mistrzostwach Polski zarówno w chodzie na 5000 metrów, jak i w chodzie na 10 kilometrów w 1981, 1982 i 1983.  Była również halową mistrzynią Polski w chodzie na 3000 metrów w 1982 i w chodzie na 5000 metrów w 1983 oraz brązową medalistką w chodzie na 5000 metrów w 1985.
Poprawiała rekordy Polski:
- chód na 3000 metrów – 15,50,6 (18 czerwca 1981, Warszawa, Memoriał Janusza Kusocińskiego)
- chód na 5000 metrów – 26,10,5 (18 czerwca 1981, Warszawa, Memoriał Janusza Kusocińskiego)[5]
- chód na 10 000 metrów – 56:03,0 (12 sierpnia 1981, Tarnobrzeg)
- chód godzinny –10 642 m (12 sierpnia 1981, Tarnobrzeg)[1]
- chód na 10 kilometrów – 49:30 (14 maja 1983, Władysławowo)

Była zawodniczką Górnika Wałbrzych.
Rekordy życiowe:
- chód na 10 kilometrów – 49:30 (14 maja 1983, Władysławowo)